# بره خور
بره خور، روستایی از توابع بخش مرکزی شهرستان فریمان در استان خراسان رضوی ایران است.دارای مدرسه و مسجد؛ قنات و قلعه تاریخی و ... ضمنا قالی بافی در روستا جریان دارد.(منبع حسن صادقی یونسی)

## جمعیت
این روستا در دهستان بالابند قرار دارد و براساس سرشماری مرکز آمار ایران در سال ۱۳۸۵، جمعیت آن ۱۱۷ نفر (۲۴خانوار) بوده‌است.